# L'amico Fritz
L'amico Fritz [laˈmiːko ˈfrits] (título original en italiano; en español, El amigo Fritz) es una ópera verista en tres actos de Pietro Mascagni según libreto de P. Suardon (Nicola Daspuro), con adiciones de Giovanni Targioni-Tozzetti, basada en la novela francesa L'ami Fritz de Émile Erckmann y Pierre-Alexandre Chatrian. Se estrenó en Roma en el Teatro Costanzi el 31 de octubre de 1891.

## Historia
Es la segunda ópera de Mascagni y fue estrenada con dificultades un año después de su gran obra, Cavalleria rusticana. La ópera se estrenó en Roma en el Teatro Costanzi, el 31 de octubre de 1891.  Otros estrenos incluyen el de Hamburgo el 16 de enero de 1892 con Gustav Mahler dirigiendo; en Londres el 23 de mayo de 1892 en la Royal Opera House, Covent Garden; y en Australia el 19 de octubre de 1893 en el Princess's Theatre en Melbourne. En su época, esta ópera tuvo cierto éxito y es probablemente la obra más famosa de Mascagni después de Cavalleria rusticana.
Entre las representaciones que han alcanzado cierto grado de difusión están las interpretadas por Ferruccio Tagliavini y Pia Tassinari, con el propio Mascagni a la batuta. Otra grabación de referencia es la de Mirella Freni y Luciano Pavarotti, dos de los más famosos intérpretes de Mimí y Rodolfo de La Bohème.
Actualmente se representa mucho más raramente que Cavalleria, que sigue siendo la única obra perdurable de Mascagni. En las estadísticas de Operabase aparece con sólo 5 representaciones en el período 2005-2010. El "dúo de la cereza" entre Fritz y Suzel en el Acto II es la pieza más conocida de la ópera.

## Argumento
Trata del rico y soltero Fritz Kobus, cuya misoginia será vencida por el encanto de la dulce joven Suzel, ante la amenaza de que el padre de ella la obligue a casarse con otro hombre, lo que no es más que una estratagema.
L'amico Fritz es una obra de plácido ambiente rural, con una pareja protagonista y cierta semblanza con la de La Bohème. 

## Personajes
| Personaje                               | Tesitura     | Reparto del estreno, 31 de octubre de 1891 (Director: Rodolfo Ferrari ) |
| --------------------------------------- | ------------ | ----------------------------------------------------------------------- |
| Fritz Kobus, un rico terrateniente      | tenor        | Fernando De Lucia                                                       |
| Suzel, hija de un arrendatario de Fritz | soprano      | Emma Calvé                                                              |
| Beppe, amigo de Fritz, un gitano        | mezzosoprano |                                                                         |
| Federico, un amigo de Fritz             | tenor        |                                                                         |
| Hanezò, un amigo de Fritz               | bajo         |                                                                         |
| David, un rabbi                         | barítono     | Paul Lhérie                                                             |
| Caterina, una criada                    | soprano      |                                                                         |